# کاخ استانداری اصفهان
کاخ استانداری اصفهان که با نام رشک جنان شناخته می‌شود؛ بنایی تاریخی مربوط به دوره صفوی - دوره قاجار است و در اصفهان، دروازه دولت، خیابان باغ گلدسته واقع شده و این اثر در تاریخ ۲۵ اسفند ۱۳۶۴ با شمارهٔ ثبت ۱۷۱۰ به‌عنوان یکی از آثار ملی ایران و تحت عنوان بنای استانداری (رشک جنان) به ثبت رسیده‌است. این کاخ امروزه، محل استقرار استانداری و دفتر کار استاندار اصفهان است.